# Фелкеріу
Фелкеріу (рум. Felcheriu) — село у повіті Біхор в Румунії. Входить до складу комуни Ошорхей.
Село розташоване на відстані 422 км на північний захід від Бухареста, 14 км на південний схід від Ораді, 118 км на захід від Клуж-Напоки.

## Населення
За даними перепису населення 2002 року у селі проживали 378 осіб.
Національний склад населення села:
| Національність | Кількість осіб | Відсоток |
| -------------- | -------------- | -------- |
| румуни         | 357            | 94,4%    |
| цигани         | 21             | 5,6%     |

Рідною мовою назвали:
| Мова      | Кількість осіб | Відсоток |
| --------- | -------------- | -------- |
| румунська | 372            | 98,4%    |
| циганська | 6              | 1,6%     |